# Hagenbachia hassleriana
Hagenbachia hassleriana är en sparrisväxtart som först beskrevs av John Gilbert Baker, och fick sitt nu gällande namn av Robert William Cruden. Hagenbachia hassleriana ingår i släktet Hagenbachia och familjen sparrisväxter. Inga underarter finns listade i Catalogue of Life.